# ダルヌ機関銃
ダルヌ機関銃（ダルヌきかんじゅう、フランス語: mitrailleuse Darne mle 1933）は、戦間期にフランスで開発され使用された機関銃である。

## 概要

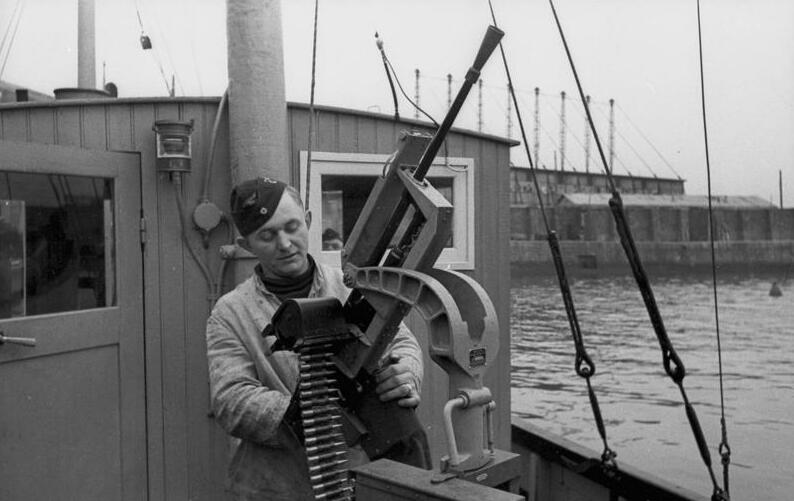
捕獲後に対空機銃として使用されるダルヌ機関銃

ダルヌ機関銃は散弾銃メーカーのDarne社によって1922年から1939年にかけて製造され、1935年にMAC 1934機関銃（英語版）によって更新されるまでフランスの航空機に搭載された（フランス海軍機は除く）。
使用弾薬はフランス軍の小銃や軽機関銃と共通の7.5x54mm MAS mod. 1929で、ガス圧作動方式を採り、100発または250発の給弾ベルトを用いるベルトリンク式により給弾した。最大射程は500mに達したが、有効射程は200mであった。他の同等口径の機銃弾の例に漏れず、7.5mm弾は第二次世界大戦の空戦用としては威力不足であることが判明した。
航空機の機首や翼内の固定機関銃型の他、発射速度を高めるために連装化した旋回機関銃型が存在した。また地上用や艦載用としても使用されたが、信頼性の欠如からしばしば批判された。
本銃はフランス降伏後はドイツ軍でも鹵獲兵器として使用された。

## 使用国
- フランス
- ナチス・ドイツ - 捕獲品を使用